# شهرام امیری
شهرام امیری (۱۳۵۷–۱۳۹۵) پژوهشگر و متخصص رادیو ایزوتوپهای پزشکی در دانشگاه صنعتی مالک اشتر (وابسته به وزارت دفاع و پشتیبانی نیروهای مسلح) بود. او در سفر حج عمره به عربستان در خرداد ۱۳۸۸ ناپدید شد و حدود ۱۳ ماه بعد، پس از آنکه چندین ویدئو با سخنان متناقض از او منتشر گردید، در ۲۲ تیر ۱۳۸۹ به دفتر حافظ منافع ایران در آمریکا مراجعت کرد و دو روز بعد به ایران بازگشت و مورد استقبال مقامات ایرانی از جمله حسن قشقاوی قرار گرفت امیری پس از ورود به ایران دستگیر شد و به ادعای خانواده‌اش پس از آنکه ۲۰ ماه را در بازداشت گذراند محاکمه و به ۱۰ سال زندان و ۵ سال تبعید به شهرستان خاش محکوم شد. سرانجام شهرام امیری در تاریخ ۱۳ مرداد سال ۱۳۹۵ در تهران اعدام شد.

## ناپدید شدن
گزارشی که شبکه تلویزیونی ای‌بی‌سی آمریکا در فروردین ۱۳۸۹ منتشر کرد، ادعا شده بود که وی در سازمان انرژی اتمی ایران کار می‌کرده‌است و به آمریکا پناهنده شده‌است.
علی‌اکبر صالحی رئیس سازمان انرژی اتمی ایران اما پیش از آن اعلام کرده بود که شهرام امیری را نمی‌شناسد و امیری هیچ گونه ارتباطی با سازمان انرژی اتمی ندارد در ابتدا و در ژوئیه ۲۰۰۹ حسن قشقاوی سخنگوی وقت وزارت خارجه ایران اعلام کرد که شهرام امیری صرفاً یک بازرگان جوان و مشغول به فعالیت‌های اقتصادی است.
در سال ۲۰۰۹ دولت ایران اعلام کرد که دولت آمریکا با همکاری دولت عربستان یک دانشمند اتمی ایران را که در عربستان برای انجام مراسم حج به سر می‌برد، دزدیده‌است. در مارس ۲۰۱۰ آمریکا ادعا کرد شهرام امیری به غرب پناهنده شده‌است. منوچهر متکی، وزیر امور خارجه ایران، ابتدا ارتباط امیری با برنامه اتمی و سازمان انرژی اتمی ایران را رد کرده بود. ایران از زمان مفقود شدن این تبعه خود در عربستان بر ربوده شدن او توسط سرویس‌های امنیتی آمریکا تأکید داشته و همواره آمریکا را مسئول حفظ جان امیری دانسته‌است و برای مشخص شدن وضع این تبعه خود حداقل دو بار مسئولان سفارت سوئیس در تهران را به عنوان حافظ منافع آمریکا احضار کرده بود.
در دسامبر سال ۲۰۰۹ رامین مهمان‌پرست سخنگوی وزارت خارجه ایران اعلام کرد که عربستان امیری را به آمریکا تحویل داده‌است در مقابل سخنگوی وزارت خارجه عربستان اعلام کرد که از اتهاماتی که از سوی ایران مطرح می‌شود شوکه شده‌است. در سال ۱۳۸۸ واحد مرکزی خبر ایران نیز به نقل از یک منبع آگاه در وزارت خارجه ایران، اظهارات مقامات عربستانی مبنی بر بدون پاسخ گذاشتن استعلامات عربستان در مورد امیری توسط مقامات بعثه و نمایندگی‌های ایران در عربستان را رد کرد. روز ۷ تیر ۱۳۸۹ شبکه خبری ای‌بی‌سی آمریکا به نقل از منابع آگاه آمریکایی اعلام کرد، وزارت اطلاعات ایران تهدید کرده بود، در صورتی که شهرام امیری با انتشار یک پیام ویدئویی از طریق اینترنت، نگوید از سوی آمریکا ربوده شده‌است، «پسرش را آزار خواهند داد.» بر اساس این گزارش، شهرام امیری که از طریق عربستان سعودی به ایالات متحده پناهنده شده و در ایالت آریزونا ساکن توسان، در اوایل سال ۲۰۱۰ یک بار با خانواده‌اش در ایران تماس می‌گیرد. هنگامی که وی برای بار دوم قصد تماس با همسر و پسرش را داشته‌است، مأموران وزارت اطلاعات ایران، تلفن را برداشته و او را تهدید می‌کنند تا به خواسته آن‌ها در زمینه «اعتراف به ربوده شدن توسط آمریکا» تن دهد. بر اساس گزارش ای‌بی‌سی، سازمان اطلاعات مرکزی آمریکا که امیری سال‌ها با آن همکاری می‌کرد و اطلاعات مهمی دربارهٔ فعالیت هسته‌ای جمهوری اسلامی در اختیار آن قرار داده‌است، بلافاصله پس از اطلاع یافتن از انتشار این ویدئو اقدام به انتشار ویدئوی دیگری دربارهٔ شهرام امیری، در وب‌سایت یوتیوب می‌کند.
روزنامه آمریکایی واشینگتن پست روز پنج‌شنبه بیست و چهارم تیر به نقل از مقامات آمریکایی نوشت شهرام امیری، «دانشمند هسته‌ای» ایران، که پس از یک سال به ایران بازگشت با دریافت بیش از پنج میلیون دلار «اطلاعات مفیدی» در اختیار سازمان اطلاعات مرکزی آمریکا، سیا، قرار داده‌است. برخی نیز سناریوهای دیگری را مطرح می‌کنند مانند اینکه شهرام امیری نیز مانند احمد چلبی جاسوسی دوجانبه بوده و از سوی ایران برای اطلاع یافتن از شیوه ی عملکرد دستگاه اطلاعاتی آمریکا به این کشور فرستاده شده‌است. در اظهار نظری دیگر بر پایه گزارش رویترز مقامات آمریکایی ادعا کرده‌اند که شهرام امیری سال‌ها برای آنان جاسوسی می‌کرده‌است و یکی از منابع اطلاعاتی که باعث شد آمریکا پی به برنامه ایران برای ساخت سوخت هسته‌ای ببرد، شهرام امیری بوده.

## پیام‌های ویدئویی
در خرداد سال ۱۳۸۹ دو پیام ویدویی متناقض از امیری منتشرشد اولین پیام ویدویی که تلویزیون ایران در مورد ربوده شدن امیری توسط سازمان‌های اطلاعاتی آمریکا و عربستان سعودی پخش کرد و پیام دیگر که در یوتیوب منتشر شد که حکایت از اقامت و تحصیل آزادانه او در آمریکا داشت.
روز ۷ تیر ۱۳۸۹ شبکه خبری ای‌بی‌سی آمریکا به نقل از منابع آگاه آمریکایی اعلام کرد، وزارت اطلاعات ایران تهدید کرده بود، در صورتی که شهرام امیری با انتشار یک پیام ویدئویی از طریق اینترنت، نگوید از سوی آمریکا ربوده شده‌است، «پسرش را آزار خواهند داد.» بر اساس این گزارش، شهرام امیری که از طریق عربستان سعودی به ایالات متحده پناهنده شده و هم‌اکنون در ایالت آریزونا ساکن است، در اوایل سال ۲۰۱۰ یک بار با خانواده‌اش در ایران تماس می‌گیرد. هنگامی که وی برای بار دوم قصد تماس با همسر و پسرش را داشته‌است، مأموران وزارت اطلاعات ایران، تلفن را برداشته و او را تهدید می‌کنند تا به خواسته آن‌ها در زمینه «اعتراف به ربوده شدن توسط آمریکا» تن دهد. سازمان اطلاعات مرکزی آمریکا که امیری سال‌ها با آن همکاری می‌کرد و اطلاعات مهمی دربارهٔ فعالیت هسته‌ای جمهوری اسلامی در اختیار آن قرار داده‌است، بلافاصله پس از اطلاع یافتن از انتشار این ویدئو اقدام به انتشار ویدئوی دیگری دربارهٔ شهرام امیری، در وب‌سایت یوتیوب می‌کند.

### فیلم اول، پخش‌شده از تلویزیون ایران
در ۱۷ خرداد ۱۳۸۹ تلویزیون ایران، فیلمی از شهرام امیری پخش کرد و مدعی شد او این فیلم را از آمریکا به دست ایران رسانده‌است. خبرگزاری رویترز در گزارشی اعلام کرد که تصاویر مرد نمایش داده شده در ویدئو شبیه تصاویر قبلاً منتشر شده امیری در رسانه‌های ایران بود ولی تأیید هویت او به صورت مستقل غیرممکن بود در این فیلم وی اظهار می‌کند که در شهر توسان ایالت آریزونا مستقر است. وی بیان کرد که از طرف نیروهای آمریکایی تحت شکنجه و فشار روحی شدیدی قرار داشته و آن‌ها از وی می‌خواستند که در یک مصاحبه تلویزیونی با یکی از خبرگزاری‌های آمریکا ادعا کند که فردی مهم در برنامه هسته‌ای ایران بوده و به درخواست خود به آمریکا پناهنده شده و تعدادی اسناد و مدارک و یک لپ‌تاپ حاوی اسناد را به آمریکا منتقل کرده‌است. وی در این پیام از سازمان‌های حقوق بشری درخواست کرد که وی را به وطنش بازگردانند.

### فیلم دوم، منتشرشده در یوتیوب
در پیام دیگر که در یوتیوب منتشر شد، فردی که خود را شهرام امیری معرفی می‌کند، با ابراز ناخرسندی از شایعاتی که در مورد او پخش شده، اعلام می‌کند که در آمریکا به سر می‌برد و می‌افزاید: «در اینجا آزادم و به همه اطمینان می‌دهم که در امان هستم.» امیری در این پیام به همسر و فرزندش اطمینان می‌دهد که آنان را ترک نکرده و آرزوی دیدار آنان را دارد و در خاتمه می‌گوید: «از همه درخواست می‌کنم از ارائه تصویر غلط از من خودداری کنند.»
یک روز بعد، سخن‌گوی وزارت خارجه ایران گفت با مبادله شهرام امیری و سه تبعه آمریکایی مخالفیم. سفیر سوییس در تهران نیز، پس از پخش فیلم امیری احضار و اعتراض ایران به آمریکا از طریق این سفارت‌خانه، ابلاغ شد.

### فیلم سوم و چهارم منتشرشده در یوتیوب
در ویدئوی سوم، شخصی که خود را شهرام امیری می‌نامد، اعلام می‌کند این ویدئو مربوط به ۲ تیرماه ۱۳۸۹ است و می‌گوید در آمریکاست و حالش خوب است و به‌زودی به ایران باز خواهد گشت.
در ویدئوی چهارم که مربوط به نزدیک به ۹ روز پیش‌تر از آن است، وی اعلام می‌کند که در ایالت ویرجینیای آمریکاست و از دست مأموران اطلاعاتی آمریکا فرار کرده‌است و هر لحظه ممکن است دستگیر شود و ویدئویی که از او در تلویزیون ایران پخش شده‌است، کاملاً صحت داشته و ویدئوی دیگری را که در سایت یوتیوب منتشر شده بوده و در آن اعلام کرده بود که آزادانه به آمریکا آمده‌است را تکذیب می‌کند و آن را ساخته دولت آمریکا می‌داند. این فرد که مضطرب به‌نظر می‌رسید چند بار تأکید کرد که اگر به ایران بازنگردد مسئولیت جانش با دولت ایالات متحده آمریکاست.

## ورود به دفتر حافظ منافع ایران در آمریکا
ایران در ۲۲ تیر اعلام کرد وی با مراجعه به دفتر حافظ منافع جمهوری اسلامی ایران در واشینگتن، بازگشت سریع به تهران را خواستار شد. سخنگوی وزارت خارجه کشور پاکستان اعلام کرد که یک نفر شهرام امیری را ساعت ۶٫۳۰ عصر به دفتر حافظ منافع ایران آورد. رحمانی مسئول دفتر حافظ منافع ایران در واشینگتن نیز در گفتگویی با شبکه خبر گفت: «شهرام امیری کارشناس ایرانی ربوده شده توسط آمریکایی‌ها، اکنون در دفتر حافظ منافع ایران در واشینگتن حضور دارد و به زودی با هماهنگی وزارت امور خارجه ایران به کشورمان بازگردانده می‌شود.» وی وضعیت جسمی و روحی امیری را در حد مطلوب ارزیابی کرد. وی اعلام کرد که امیری احتمالاً از طریق ترکیه به ایران منتقل می‌شود. وی افزود: «آزادی شهرام امیری در پی افشاگری‌های ایران علیه اقدام تروریستی دولت آمریکا و ارائه اسناد معتبر و موثق از ربایش شهرام امیری به سازمان ملل متحد و فشار افکارعمومی جهان محقق و دولت آمریکا مجبور به عقب‌نشینی شد و نامبرده را تحویل دفتر حافظ منافع ایران در آمریکا داد.»
هیلاری کلینتون وزیر خارجه آمریکا در همان روز اعلام کرد: «شهرام امیری آزادانه به آمریکا آمد و آزادانه می‌تواند از آمریکا برود.» شهرام امیری پس از بازگشت به تهران دربارهٔ این گفته وزیر امور خارجه آمریکا گفت: «من واقعاً تعجب می‌کنم از وزیر امور خارجه آمریکا که مدعی حقوق بشر است و می‌گوید من در آمریکا آزاد بوده‌ام و آزادانه به آن کشور رفتم؛ مدارکی دارم که نشان می‌دهد من در آنجا آزاد نبودم و اجازه تماس با هیچ‌کس را نداشتم و زیر نظر افراد مسلح سازمان اطلاعات مرکزی آمریکا (سیا) بودم، پس چگونه است که خانم کلینتون و دولتمردان آمریکا از سازمان اطلاعات مرکزی خود خبر ندارند؟»‏
هیلاری کلینتون همچنین گفت: برنامه‌ریزی شده بود که یک روز پیش از این رخداد امیری به ایران سفر کند ولی هماهنگی‌های لازم با ایران برای این امر امکانپذیر نشد. کلینتون همچنین خواستار آزادی سه کوهنورد آمریکایی بازداشت شده در ایران شد. سخنگوی وزات خارجه آمریکا اعمال امیری، انتشار ویدئو توسط او و رفتنش به دفتر حافظ منافع ایران را نشان دهنده آن دانست که «امیری برخلاف میلش در آمریکا نگه داشته نشده و آزادانه به آمریکا آمده‌است و افزود که رفتار امیری نشان‌دهنده کذب بودن ادعای شکنجه او در آمریکا می‌باشد».

## خروج از آمریکا و ورود به ایران
شهرام امیری در ۲۳ تیر ۱۳۸۹، از آمریکا خارج شد و ایران اعلام کرد که او در پنجشنبه ۲۴ تیر از طریق قطر وارد ایران خواهد شد. منوچهر متکی وزیر خارجه ی ایران که قبلاً با استناد به یکی از ویدئوهای امیری گفته بود این‌که مشخص شده‌است آقای امیری در آمریکا به سر می‌برد، نشانه ی بارز بی‌صداقتی برای آمریکاست، این بار گفت که باید برای ایران محرز شود که ادعاهای شهرام امیری در مورد ربودنش درست است و باید دید در این دو سال چه گذشته و بعد ببینیم آیا او قهرمان است یا نه.
روزنامه واشینگتن پست به نقل از مقامات آمریکایی اعلام کرد که بازگشت امیری به ایران، به‌دلیل نگرانی از وضعیت خانواده‌اش در ایران بوده‌است و خبر از پرداخت ۵ میلیون دلار پول از طرف سازمان سیا به شهرام امیری داد و افزود که به دلیل تحریم‌های علیه ایران، امیری امکان دسترسی به این پول را نخواهد داشت.
امیری در بازگشت به ایران، مانند یک قهرمان مورد استقبال مقامات ایرانی از جمله حسن قشقاوی (معاون منوچهر متکی وزیر امور خارجه) قرار گرفت و حلقه‌های گل به او اهدا شد و اعضای خانواده‌اش با چشمان گریان از وی استقبال کردند.
شهرام امیری پس از ورود به تهران اعلام کرد «به من گفتند در یک مصاحبه ی ۱۰ دقیقه‌ای با شبکه سی‌ان‌ان بگویم که پناهنده شده و به خواست خودم به آمریکا آمده‌ام و حاضر بودند ۱۰ میلیون دلار به من بدهند و تا آخرین لحظه که می‌خواستم خاک آمریکا را ترک کنم، یک تلفن به من داده بودند که اگر از رفتن به ایران صرف‌نظر کنید تا ۵۰ میلیون دلار می‌دهیم و نیازی به مصاحبه هم ندارید و هر کشور اروپایی که بخواهید شما و خانواده‌تان را به آن‌جا منتقل می‌کنیم و در آن‌جا شما را تحت حمایت مالی و سازمانی قرار می‌دهیم و مشکلی پیش نمی‌آید.»
وی تأکید کرد که «دولت آمریکا تا هیچ زمانی قبل از آن‌که از خاک آمریکا خارج شوم، هیچ اظهارنظر رسمی دربارهٔ حضور من در خاک خودش نکرد.» امیری هدف اصلی ربایش را «تبلیغات روانی و فشار بر جمهوری اسلامی ایران» دانست.

## در ایران: بازداشت، خبر محکومیت به حبس و اعدام
پس از بازگشت وی به ایران، امیری بازداشت و به مدت چهارماه در زندان حشمتیه تهران نگهداری می‌شد و در این مدت نیز ۲ بار اجازه ی ملاقات با خانواده‌اش در مکانی دیگر داده شد. خانواده ی امیری گفتند که پس از خروج وی، از سوی حکومت به اسیری گرفته شده بودند و همین امر موجب بازگشت او شده‌است. بعدها، خبر بازداشت وی را سعید جلیلی، دبیر وقت شورای عالی امنیت ملی ایران نیز تأیید کرد. در تیر ۱۳۹۱، خانواده امیری اعلام کردند که وی به جرم ارتباط با کشورهای متخاصم و ارائه ی اطلاعات طبقه‌بندی‌شده به آن‌ها، با حکم شعبه هفتم دادگاه نظامی تهران، به ده سال زندان و پنج سال تبعید به شهرستان خاش محکوم شده‌است. بعد از آن، خانواده  ی وی سعی کرد با استخدام وکیل، به دفاع از وی بپردازد ولی قاضی پرونده از پذیرش وکیل خودداری کرد. در آخرین ملاقات که به صورت اتفاقی انجام گرفت، امیری به همسر خود اعلام کرد در پادگان جی زندانی است در اواخر اردیبهشت ۱۳۹۳ گفته شد که امیری در اعتصاب غذا به سر می‌برد. در آبان ۱۳۹۴ پدر امیری گفت حدود یکسال است که از فرزند خود بی‌خبر است.
در ۱۶ مرداد ۱۳۹۵ و در حالی که به گفته ی خانواده‌اش دوران محکومیتش را می‌گذراند، رسانه‌ها خبر از اعدام ناگهانی او دادند. خانوادهٔ او در گفتگو با رادیو فردا، بی‌بی‌سی فارسی و اتاق خبر من و تو تأیید کرده‌اند که او در ساعت ۴ بامداد چهارشنبه ۱۳ مرداد و در مکان نامعلومی اعدام و سپس جسد او به کرمانشاه منتقل و دفن شده‌است. به گفتهٔ مادر امیری چند روز پیش برای ملاقات با شهرام با آن‌ها تماس گرفتند و در زمان ملاقات، شهرام به او گفته که دیدارشان، «ملاقات آخر» است و او قرار است اعدام شود؛ موضوعی که شوکه شدن خانواده‌اش را در پی داشته‌است. او همچنین از بازداشت عسگر امیری پدر شهرام امیری به دلیل مصاحبه با رسانه‌های برون‌مرزی خبر داد و از سازمان‌های بین‌المللی یاری جست. سرانجام چهار روز پس از اعدام و یک روز پس از پخش خبر اعدام وی در بی‌بی‌سی، سخنگوی قوه قضاییه اعدام وی را تأیید کرد و گفت: این فرد با توجه به دسترسی‌هایی که به اطلاعات سری و به کلی سری نظام داشته‌است، با دشمن متخاصم و درجه یک ما یعنی آمریکا ارتباط برقرار کرده بود و اطلاعات حیاتی کشور را در اختیار دشمن قرار داده بود. سخنگوی قوهٔ قضاییهٔ ایران، غلامحسین محسنی اژه‌ای، در نشست خبری ۱۷ مرداد ۱۳۹۵، اعدام او را تأیید کرد و گفت که حکم اعدام وی پس از صدور در دادگاه اولیه، در دیوان عالی کشور تأیید شده‌است. اژه‌ای در نشست خبری، خبر محکومیت امیری به زندان و تبعید را دروغی از ناحیه ی بستگان او خواند و گفت که حکم صادر شده برای او، از ابتدا و در مرحله ی حکم بدوی، اعدام بوده‌است. وی همچنین به خبرنگاران گفت که وی از فرصتی که برای «جبران» و «اصلاح» در زندان به او داده شده‌، استفاده نکرده و حتی قصد داشته اطلاعاتی را از زندان به بیرون بفرستد. اژه‌ای بیان داشت که یکی از رودست‌های مهمی که آمریکا از سیستم اطلاعاتی ما خورد دربارهٔ همین پرونده است؛ این فرد تصور نمی‌کرد سیستم اطلاعاتی ما بداند که چه می‌کند و چگونه به عربستان برده شد.

## واکنش‌ها به اعدام
الیزابت ترودو سخنگوی وزارت خارجه ایالات متحده، ۱۸ مرداد، در پی تأیید خبر اعدام شهرام امیری بدون آن‌که اشاره ی مستقیمی به این پرونده خاص بکند گفت: «ما بار دیگر از ایران می‌خواهیم تا به حقوق بشر احترام گذاشته و در محاکمه‌های قضایی، اصولِ شفافیت و عدالت را رعایت کند». سخنگوی وزارت خارجه آمریکا در این مورد به‌طور مشخص از شهرام امیری نامی نبرده و در مورد این پرونده نیز سخنی به میان نیاورده‌است. ترودو گفت: «من نمی‌توانم در مورد آیین دادرسی در مورد پرونده‌ای مشخص مطلبی را بیان کنم. همان‌طور که می‌دانید، وقتی این شخص تصمیم به بازگشت به ایران گرفت، ما به وضوح در این مورد صحبت کرده بودیم.»
دونالد ترامپ نامزد جمهوری‌خواه انتخابات ریاست جمهوری آمریکا در توئیتر خود بدون بیان جزئیاتی گفته «خیلی از مردم می‌گویند این‌که ایرانی‌ها محققی که به آمریکا کمک کرده را کشته‌اند، به خاطر ایمیل‌های هک‌شده هیلاری کلینتون است».
تام کاتن، سناتور جمهوری‌خواه ایالات متحدهٔ آمریکا، با انتقاد از هیلاری کلینتون به دلیل اهمال و سهل‌انگاری در حفظ محرمانگی و امنیت پست الکترونیک خود؛ گفت که ناامن بودن پست الکترونیک او، منجر به اعدام شهرام امیری شده و او را به کشتن داده‌است. او در مصاحبه با شبکهٔ تلویزیونی سی‌بی‌اس، این موضوع را مطرح کرد. اشارهٔ او، به انتشار و افشای محتوای مواردی از پست الکترونیک کلینتون در پایگاه ویکی‌لیکس بوده‌است.
ستاد انتخاباتی هیلاری کلینتون این ستاد در واکنش به این اظهارات و در بیانیه‌ای دونالد ترامپ و هواداران او را متهم به «افزایش گفتمان مستأصل برای حمله به هیلاری کلینتون و طرح اتهام‌های پوچ، به‌دلیل فقدان ایده‌هایی برای مردم آمریکا» کرده‌است.
صادق زیباکلام: «در مقطعی مسئولان وقت نظام می‌گفتند آقای شهرام امیری را اصلاً نمی‌شناسند، مدتی بعد آن را یک کارمند ساده معرفی کردند، در مقطعی دیگر هم عنوان شد که ایشان در سفر حج توسط عوامل آمریکا و با کمک سرویس اطلاعاتی سعودی ربوده شده‌است و پیرو آن، وی را قهرمان ملی و کسی که این قدرت را دارد که آمریکایی‌ها را فریب دهد قلمداد کردند و مانند قهرمان هنگام ورود به کشور از او استقبال کردند. نکته قابل توجه این است که بعد از آن همه تبلیغاتی که برای قهرمان نشان دادنش کردند مدتی پس از بازگشت به کشور، او را بازداشت کردند و به اتهام جاسوسی به ۱۰ سال حبس محکوم شد، به تازگی هم که خبر اعدام وی را به دلیل آنکه در زندان به جاسوسی برای آمریکایی‌ها مبادرت کرده منتشر کردند. وقتی تمام این‌ها را کنار هم می‌چینیم فقط و فقط علامت سؤال مشاهده می‌شود؛ به عنوان مثال، مورد آخر شایان توجه است که چگونه ایشان در داخل زندان می‌توانسته به آمریکایی‌ها اطلاعات دهد؟ اگر او واقعاً اطلاعاتی داشته که برای آمریکا با ارزش بود خوب به راحتی می‌توانسته همان زمان حضورش در آن کشور این اطلاعات را منتقل کند. ای کاش ذره‌ای صداقت در برخورد مسئولان با مردم وجود داشت. ممکن است این‌طور بیان شود که موضوعات امنیتی خاصی در مورد شهرام امیری مطرح است که صلاح نبوده که مردم از آن مطلع شوند، در این حالت این سؤال ایجاد می‌شود که چه اصراری بوده که وی را به صدا و سیما بیاورید و او را قهرمان ملی بنامید و با طرح موضوع ربوده شدن او سوختی برای ماشین آمریکاستیزی استفاده کنید. متأسفانه به نظر می‌رسد که برخی از مسئولان ما آنطور که باید و شاید شأن و اعتبار زیادی برای فهم و درک مخاطبینشان قائل نیستند؛ و متأسفانه گویا نگاهی که به مخاطبینشان دارند تصور می‌کنند که هرچه به آن‌ها گفته شود چون از سوی مسئولان رسمی بوده لاجرم آن را خواهند پذیرفت.»
مرضیه امیری، مادر شهرام امیری در مصاحبه‌ای با خبرگزاری رویترز اعلام کرد که نیروهای امنیتی تندرو تلاش کرده‌اند پسر او را مجبور به اعتراف به جاسوسی بکنند و او در لحظه پیش از اعدام گفته بود «غمگین نباش، زیرا من کار اشتباهی نکرده‌ام». مادر آقای امیری می‌گوید خود او تا قبل از اعدام بر بی‌گناهی‌اش پای فشرده‌است. مادر شهرام امیری می‌گوید او خواسته‌است تا به همه بگوید «بی‌گناه» بود. مرضیه امیری تأکید کرده پسرش با «وجدان آسوده» به سمت اعدام رفته‌است و او به من گفت: «ترجیح می‌دهد بمیرد، چون دیگر نمی‌تواند انفرادی را تحمل کند». به گفته ی مادرش، کبودی دور گردنش نشان می‌دهد که به دار آویخته شده‌است.
یک مأمور سابق سیا پس از اعدام شهرام امیری در مصاحبه‌ای گفت: شهرام امیری وقتی برای مراسم حج به عربستان رفته بود به میل خودش با مأموران سازمان اطلاعات عربستان و آمریکا تماس گرفت و به هیچ وجه ربوده نشده بود. فیلیپ جرالدی مأمور سابق مبارزه با تروریسم سازمان اطلاعات مرکزی آمریکا - سیا - به بی‌بی‌سی فارسی گفت: در واقع دستگاه‌های اطلاعاتی عربستان و آمریکا امکان سفر آقای امیری به آمریکا را فراهم کردند و اینکه او ربوده شده «داستانی تخیلی» بوده‌است. «او داوطلبانه و به میل خودش به آمریکا اطلاعات داد اما اینکه چقدر این اطلاعات صحت داشتند معلوم نیست.» او گفت برای دستگاه‌های اطلاعاتی این که کسانی داوطلبانه اطلاعاتی در اختیار سازمان‌های امنیتی کشور دیگری بگذارند و حتی به این کشورها سفر کنند و بعداً به دلایلی از جمله به خاطر خانواده تغییر عقیده بدهند، اتفاقی غیرعادی نیست و «من فکر می‌کنم آقای امیری هم بعد از اینکه به آمریکا آمد تغییر عقیده داد.» او همچنین دربارهٔ انتشار خبر پرداخت پنج میلیون دلار از طرف آمریکا به شهرام امیری گفت: «سیا خبر پرداخت پنج میلیون دلار به آقای امیری را به خبرگزاری آسوشیتدپرس درز داد. این مبلغ برای کسی که اطلاعات کمی داشت پول زیادی بود. شاید سیا خیلی جدی با قضیه برخورد کرده بود و من فکر می‌کنم سیا قصد داشت از آقای امیری استفاده کند تا دانشمندان هسته‌ای ایران را که به ترکیه یا دوبی سفر می‌کنند، برای رفتن به آمریکا ترغیب کند». جرالدی معتقد است شهرام امیری تنها مورد نیست اما موضوع او به رسانه‌ها کشیده‌است؛ افراد دیگری هستند که تصمیم مشابهی می‌گیرند اما کسی از آن مطلع نمی‌شود. او همچنین گفت: «من مطمئن هستم که این فهرستی طولانی می‌تواند باشد و تعدادی از دانشمندان، مهندسان و حتی مقامات نظامی ایران که از برنامه هسته‌ای خبر دارند برای دستگاه‌های اطلاعاتی آمریکا، عربستان و ترکیه کار می‌کنند. این افراد به بیرون سفر می‌کنند و دستگاه‌های اطلاعاتی همیشه برای بهره‌برداری آماده هستند.» او افزود آقای امیری به دولت آمریکا اطلاعات داده بود و برای همه روشن است که این کار تخلف بزرگی است و مجازات سنگینی دارد.
گری سامور مشاور سابق سیاست‌های هسته‌ای اوباما در مصاحبه با هفته‌نامه آمریکایی نیویورکر در گزارشی تحت عنوان «فراری‌ای که به ایران برگشت» گفت: هیچ‌گاه تصمیمی مبنی بر نگه داشتن او به زور وجود نداشت و هیچ بحثی هم در این زمینه نشد. او می‌خواست برود؛ سازمان سیا هم گفت «ما هیچ‌کس را بر خلاف خواستش اگر نخواهد بماند، نگه نمی‌داریم» در نهایت هیچ‌کس هم از او سؤالی نپرسید.
در شهریور ۹۸ خبری در رسانه‌ها منتشر شد که پدر شهرام امیری، عسکر امیری، در اثر افسردگی حاصل از اعدام پسرش به زندگی‌اش خاتمه داد.